# Akokana FC
Der Akokana Football Club d'Arlit, auch als Akokana FC bekannt, ist ein nigrischer Fußballklub mit Sitz in Arlit.

## Geschichte
Der Verein wurde 1984 gegründet. Bisher stand der Verein fünfmal in Pokalfinale. 2001 ging man als Sieger vom Platz.

## Erfolge
- Nigrischer Pokalsieger: 2001
- Nigrischer Pokalfinalist: 2004, 2008, 2013, 2016

## Stadion
Der Verein trägt seine Heimspiele im Stade d'Arlit in Arlit aus. Das Stadion hat ein Fassungsvermögen von 7000 Personen.